# Xã Winnebago, Quận Winnebago, Illinois
Xã Winnebago (tiếng Anh: Winnebago Township) là một xã thuộc quận Winnebago, tiểu bang Illinois, Hoa Kỳ. Năm 2010, dân số của xã này là 5.291 người.